# Maserati A6G
Der Maserati A6G war ein Straßensportwagen, den der italienische Automobilhersteller Maserati von 1950 bis 1954 in kleiner Serie produzierte. Er trug alternativ die Verkaufsbezeichnung Maserati 2000 GT. Der A6G war eine Weiterentwicklung des 1947 vorgestellten Maserati A6. Im Vergleich zum Vorgänger hatte er einen größeren, leistungsstärkeren Motor und eigenständige Karosserien, die von unterschiedlichen Karosseriebauunternehmen zugeliefert wurden. Der A6G entstand nur in sehr geringen Stückzahlen. Erfolgreicher war die überarbeitete Version A6G54, die 1954 auf den Markt gebracht wurde.

## Entstehungsgeschichte
Das 1914 gegründete Unternehmen Maserati war bis zum Zweiten Weltkrieg vor allem im Automobilrennsport engagiert. Unter der Leitung von Alfieri Maserati entstanden in den 1920er- und 1930er-Jahren viele erfolgreiche Wettbewerbsfahrzeuge, die Maserati teilweise werksseitig bei Motorsportveranstaltungen an den Start brachte, daneben aber auch an private Kunden verkaufte. In einzelnen Fällen leitete Maserati seit den 1930er-Jahren von diesen Wettbewerbsmodellen auch straßentaugliche Sportwagen ab. Diese Autos waren individuelle Einzelstücke, die auf Kundenwunsch entstanden; eine Serienfertigung von Straßensportwagen gab es bis 1945 nicht. Erst ab 1947 verkaufte Maserati mit dem A6 (Alternativbezeichnung: 1500 GT) den ersten Sportwagen mit Straßenzulassung. Das Auto hatte Karosserien von Pininfarina und wurde von einem 1,5 Liter großen Motor angetrieben. Bei der Konstruktion des Motors hatte Maserati im Interesse der Standfestigkeit und Wartungsfreundlichkeit von einigen Merkmalen Abstand genommen, die bei den eigenen Rennsportmotoren seit Jahren üblich waren. Das wirkte sich auf die Motorleistung aus, die lediglich 65 PS (48 kW) betrug. Die daraus resultierenden schwachen Fahrleistungen, die hinter dem Niveau der ersten Ferrari-Straßenfahrzeuge zurückblieben, standen einem Erfolg des A6 entgegen. Seine Höchstgeschwindigkeit lag je nach Aufbau und Getriebeübersetzung nur bei 146 bis 153 km/h. Bis 1950 verkaufte Maserati insgesamt 59 Exemplare des A6. Um weiter am Markt bestehen zu können, benötigte Maserati ein leistungsstärkeres Auto. Eine höhere Motorleistung sollte auch schwerere und luxuriösere Aufbauten ermöglichen, die den hohen Verkaufspreis des Maserati rechtfertigen konnten. Das Ergebnis dieser Überlegungen war der A6G, der auch als Maserati 2000 GT verkauft wurde. Er hatte der einen größeren Motor mit einer um 30 Prozent höheren Leistung. Dennoch hatte dieses Modell noch weniger Erfolg als der ursprüngliche A6: Von 1950 bis 1953 entstanden lediglich 16 Exemplare des A6G.

## Motor und Kraftübertragung

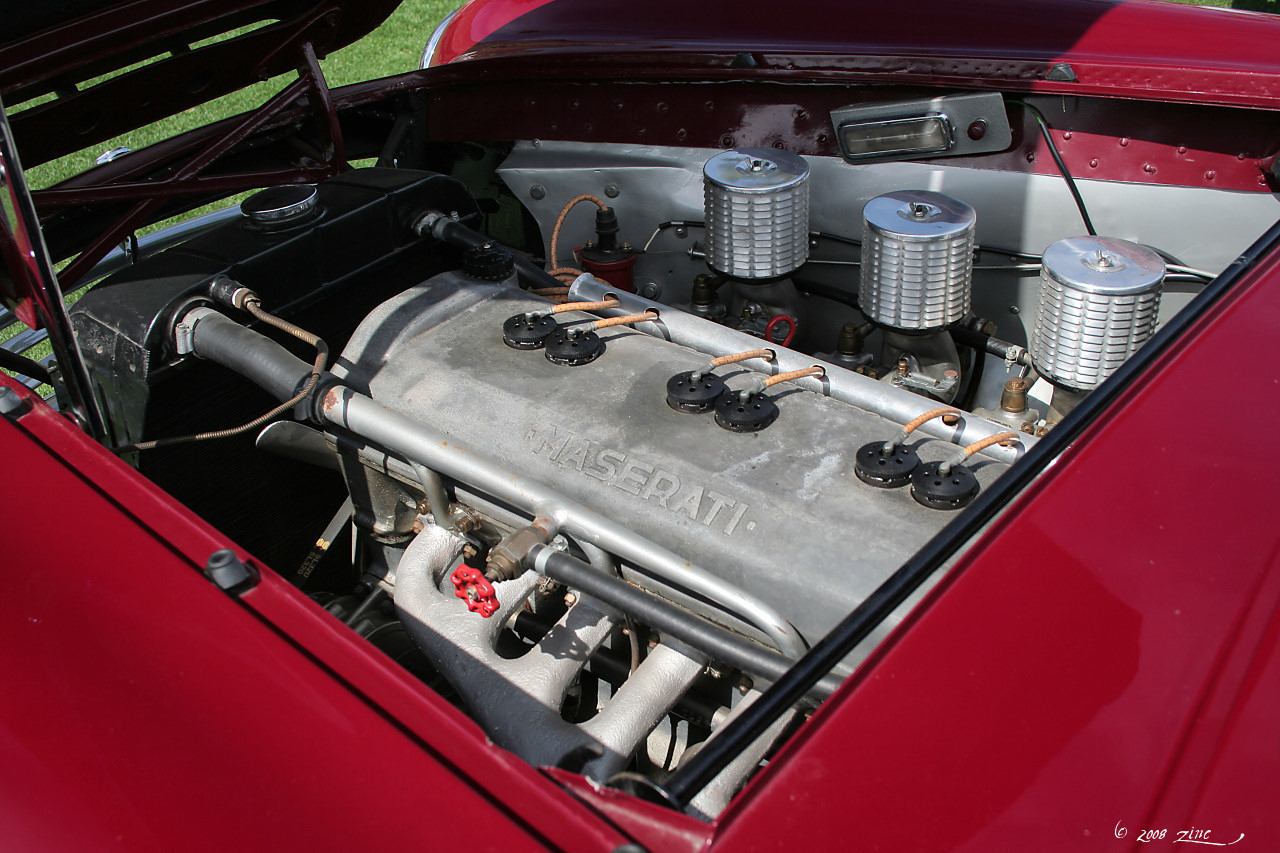
Motor des A6G 2000 GT

Der Maserati A6G hatte einen Reihensechszylindermotor mit einem Hubraum von 1954 cm³. Der Motor war von dem Triebwerk des Rennsportwagens A6GCS abgeleitet, der 1947 erschienen war und seinerseits auf der Konstruktion des A6 beruhte.
Für den A6GCS hatte Maserati den Hubraum des A6-Motors anfänglich auf 1978 und später auf 1988 cm³ erhöht. Anders als beim 1,5 Liter großen A6-Motor bestand der Block hier aus Gusseisen; darauf wies das „G“ in der Modellbezeichnung hin (für ghisa, Deutsch: Grauguss). Die Gemischaufbereitung übernahmen hier drei Vergaser von Weber. Die übrigen Konstruktionsmerkmale blieben für den A6GS unverändert, insbesondere hatte auch die Rennsportversion nur eine obenliegende Nockenwelle und zwei Ventile pro Zylinder.
Für das neue Straßenmodell A6G griff Maserati auf den Motor des A6GCS zurück. Der Hubraum wurde geringfügig auf 1954 cm³ verringert (Bohrung: 72 mm, Hub: 80 mm), die Verdichtung sank auf ein Verhältnis von 7,8:1. Viele, aber nicht alle Motoren der Baureihe hatten gusseiserne Motorenblöcke; bei einigen Exemplaren des A6G bestand der Block ungeachtet der Modellbezeichnung aus Aluminium. Serienmäßig waren drei Weber-Vergaser (Typ 36DO4 oder 40DCO) eingebaut. Die Motorleistung des A6G betrug 100 PS (74 kW), die bei 5500 Umdrehungen pro Minute anfielen. Die Kraftübertragung übernahm ein handgeschaltetes Vierganggetriebe.

## Fahrwerk
Das Fahrwerk des Maserati A6G entsprach in allen Einzelheiten dem des Vorgängers A6. Es galt als ausgesprochen einfach. Grundlage war ein Rahmen aus verschweißten Stahlrohren, der durch Querverstrebungen verstärkt wurde. Die Vorderräder waren einzeln aufgehängt; vorne gab es Schraubenfedern und Dreieckslenker. Hinten verbaute Maserati eine Starrachse mit Blattfedern, die aus der Großserienfertigung von Fiat kam.

## Aufbauten
Für den A6G gab es keine Standardkarosserie. Die Karosseriebauunternehmen Pininfarina, Frua und Vignale stellten unterschiedliche Aufbauten für das A6G-Chassis her.

### Pininfarina

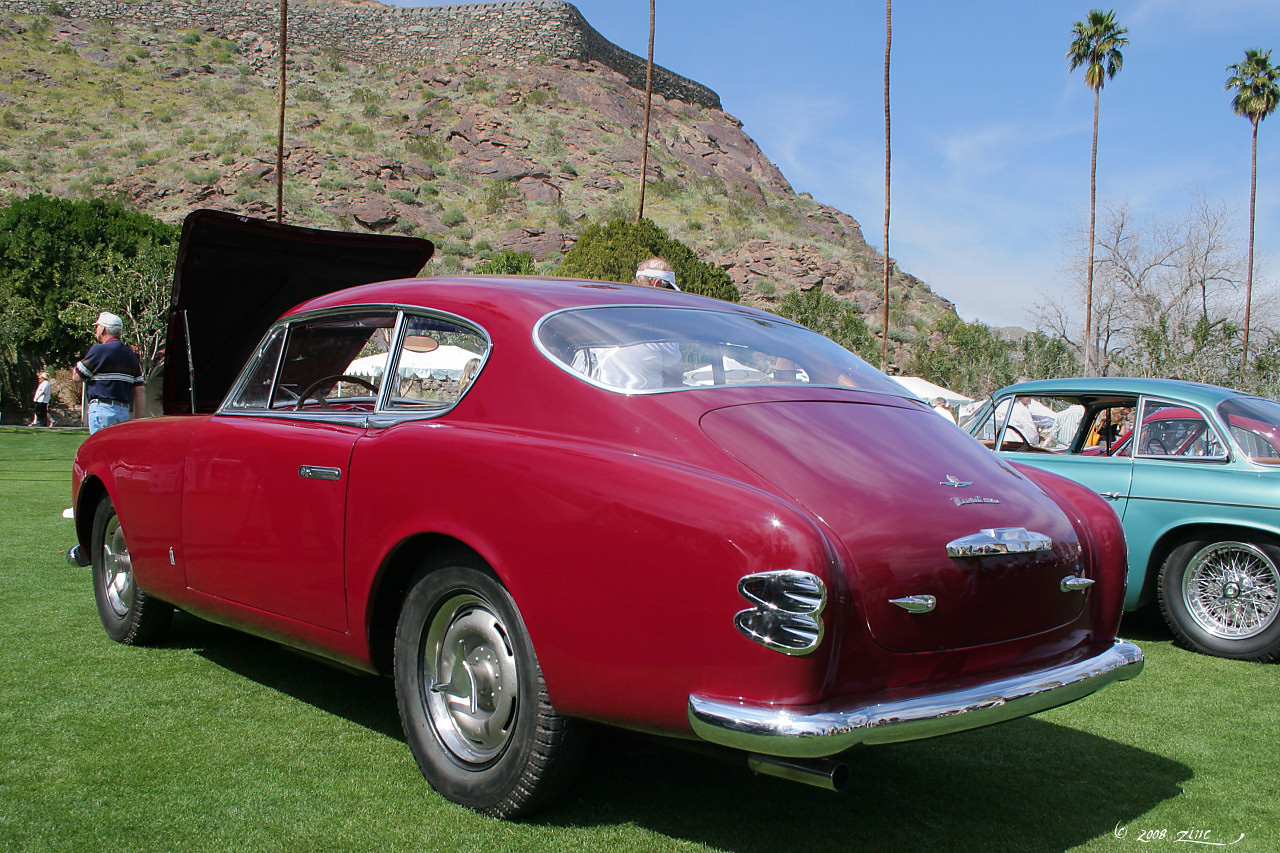
Maserati A6G mit Coupé-Karosserie von Pininfarina

Pininfarina kleidete neun A6G-Chassis als Fließheck-Coupés ein. Die Aufbauten ähnelten im Profil stark dem Lancia Aurelia B20 Coupé, dessen Entwurf üblicherweise dem Ghia-Designer Mario Felice Boano zugeschrieben wird. Pininfarinas Maserati-Karosserien unterschieden sich in Einzelheiten voneinander. Das betraf unter anderem in der Gestaltung der Frontpartie. Einige Modelle hatten große breite Kühlergitter, bei anderen war die Kühlerverkleidung schmal, aber hoch ausgelegt. Unterschiede zeigten sich auch bei den Wagenflanken. Teilweise verliefen sie von der Front bis zum Heck in einer ununterbrochenen Linie, andere Modelle hatten einen leichten Knick im Bereich der Türen. Pininfarinas Entwürfe für den A6G galten „nicht als Meisterwerk“; insbesondere die Ornamente und der massige Grill, der die Wagen schwer erscheinen ließ, wurden kritisiert. Teilweise wurden die Pininfarina-Autos rückwirkend als unelegant oder „plump“ wahrgenommen.

### Frua
Pietro Frua kleidete ab 1950 insgesamt sechs A6G-Modelle ein. Fünf erhielten eine Spyder-Karosserie, eines wurde als Coupé gestaltet. Die Frua-Modelle wurden exklusiv über den römischen Maserati-Händler Mimmo Dei verkauft.

#### Spyder: Erste Baureihe

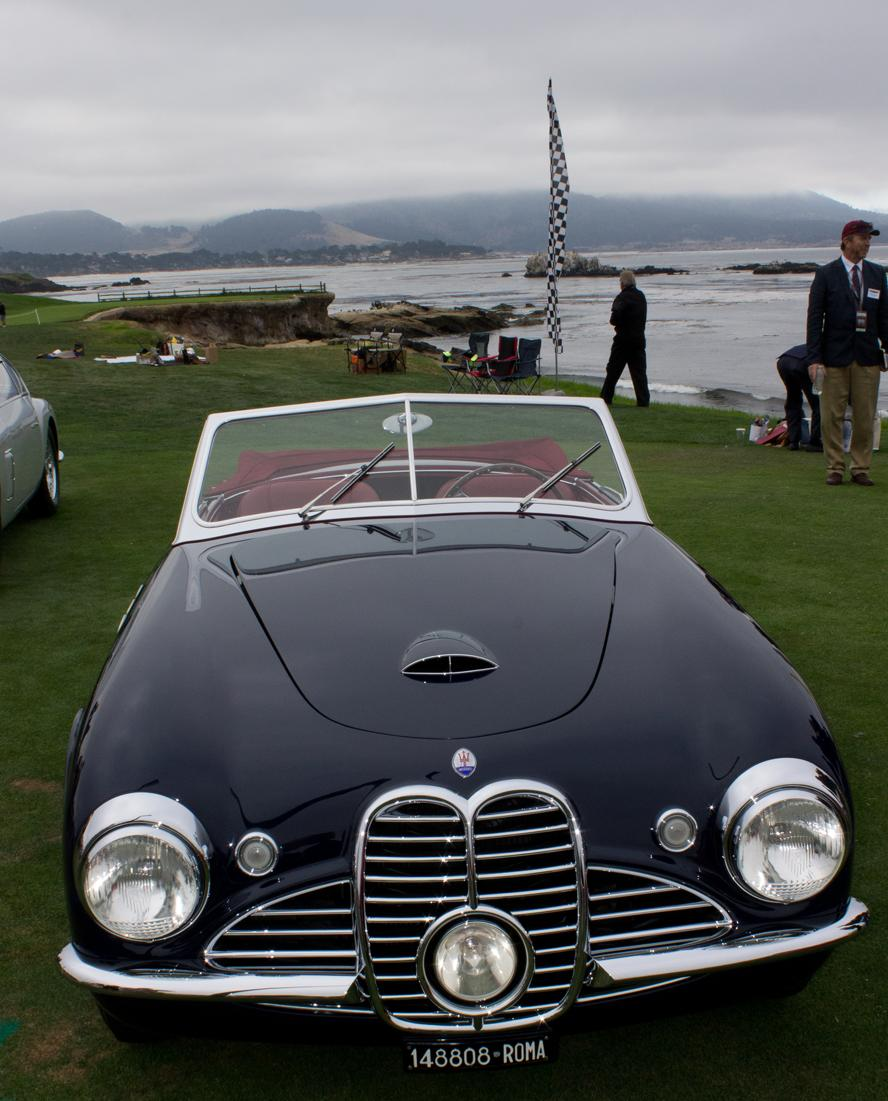
Ein früher Maserati A6G Frua Spyder mit „Monofaro“ (1951)

Die ersten drei Frua-Sypder (Fahrgestellnummern 2015, 2017 und 2018) basierten noch auf A6-1500-GT-Fahrgestellen, die mit dem Motor des A6 2000 GT versehen waren. Sie werden gleichwohl der A6G-Baureihe zugerechnet. Bei diesen drei Exemplaren war der Radstand jeweils um 10 cm verkürzt; die Autos waren reine Zweisitzer. Die Karosserie dieser Modelle war aus Aluminium gefertigt. Sie hatten eine geteilte Windschutzscheibe und eine zweiteilige Stoßstange, in deren Mitte ein dritter Scheinwerfer („Monofaro“) angeordnet war. Dieses Designmerkmal erinnerte an den ähnlich gestalteten Rennwagen Maserati A6 GCS. Auch die Armaturentafel war vom 1500 GT übernommen. Das erste Cabriolet (Fahrgestellnummer 2015) übernahm der Filmregisseur Elo Pannacciò, das zweite (2017) ging an einen Kunden aus Rom, und das dritte Auto (2018) wurde, nachdem Frua es auf dem Turiner Autosalon 1951 ausgestellt hatte, an den kubanischen General-Motors-Importeur Amadeo Barletta verkauft. Alle drei Spyder der ersten Serie existieren noch. Sie sind inzwischen restauriert und werden von Zeit zu Zeit auf Ausstellungen gezeigt.

#### Spyder: Zweite Baureihe
Ab Sommer entstanden zwei weitere Spyder, die sich in Details von den ersten drei Fahrzeugen unterschieden. Sie hatten das ungekürzte Chassis des A6G 2000 GT und waren als 2+2-Sitzer ausgelegt. Die Karosserie dieser Versionen bestand weitgehend aus Stahlblech, lediglich die Türen und Hauben waren weiterhin aus Aluminium gefertigt. Stilistisch gab es einige Änderungen. Die Windschutzscheibe war nun einteilig. Der zentral positionierte Zusatzscheinwerfer entfiel. An seine Stelle traten zwei kleine Zusatzleuchten, die links und rechts der Kühlermaske in kleinere Lüftungsöffnungen eingelassen waren. Diese beiden Fahrzeuge wurden an Kunden in Rom und New York verkauft, mindestens eines von ihnen existiert noch.

#### Gran Sport Coupé

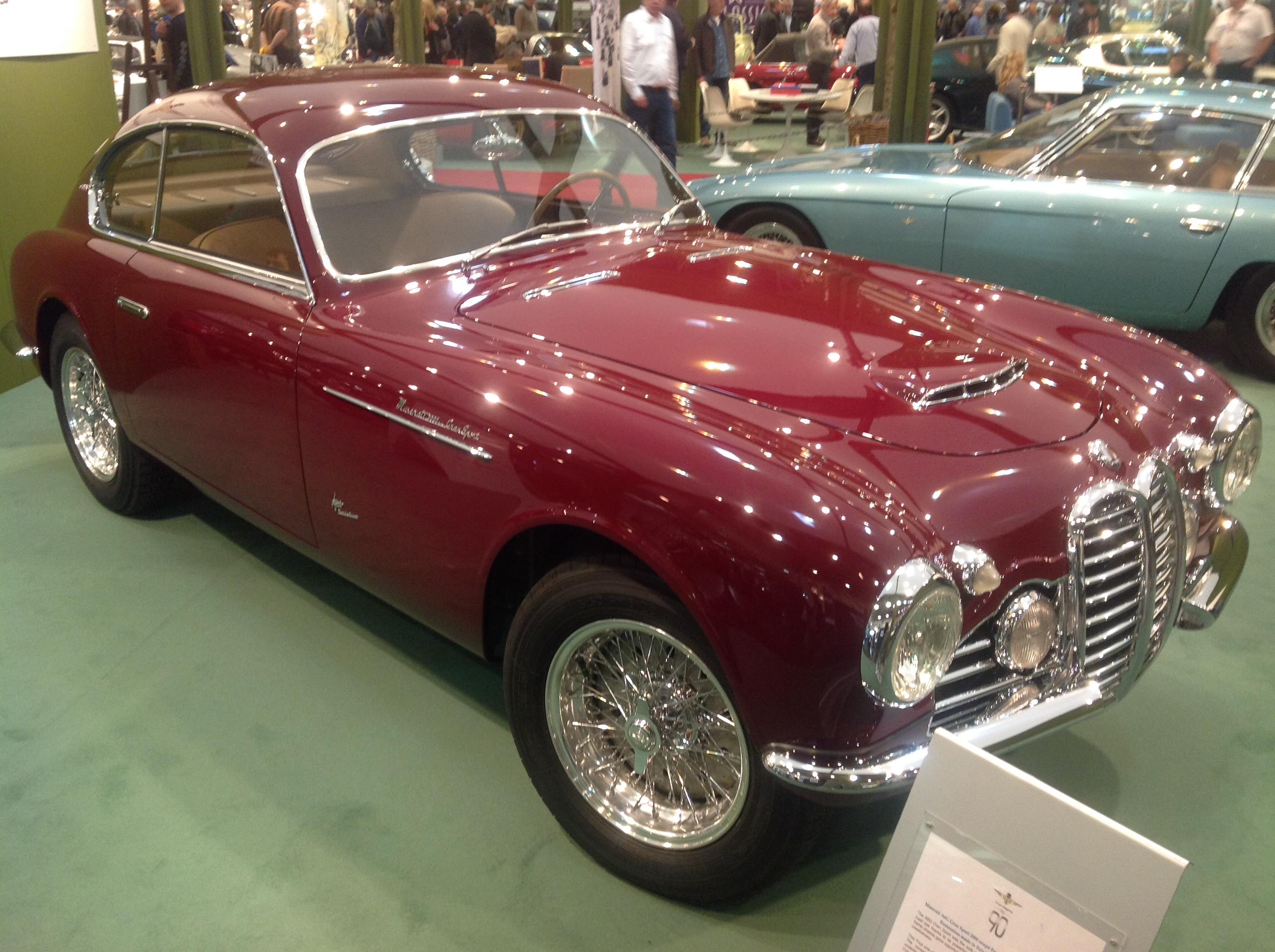
Einzelstück: Maserati A6G 2000 GT Gran Sport von Frua

Als Einzelstück fertigte Frua im Winter 1951/52 im Auftrag Mimmo Deis ein 2+2-sitziges Coupé mit Fließheck, das als A6G 2000 Gran Sport bezeichnet wurde (Fahrgestellnummer 2028). Die Dachpartie fiel fließend bis zur hinteren Stoßstange ab. Im Vergleich zum Pininfarina-Coupé galt der geschlossene Frua-Aufbau als ausgewogener; seine Linien wurden als sauber und schlicht beschrieben. Die Gestaltung der Frontpartie entsprach der zweiten Serie der Frua-Spyder. Das Auto wurde auf dem Turiner Salon 1952 ausgestellt und danach an den kalifornischen Unternehmer Tony Parravano verkauft. 1955 kehrte es vorübergehend nach Italien zurück, bevor es 1962 ein weiteres Mal an einen amerikanischen Kunden verkauft wurde.

### Vignale
Die Turiner Carrozzeria Vignale baute im Herbst 1950 ein einzelnes Coupé auf einem frühen 2000-GT-Fahrgestell (Nummer 2031). Initiator des Projekts war wiederum Mimmo Dei. Der Karosserieentwurf kam von Giovanni Michelotti. Das Auto war ein Fließheckcoupé mit einem „eleganten, aerodynamischen Profil“, durch das der GT 2000 von der Seite betrachtet leichter wirkte als Pininfarinas Coupés. Ähnlich profilierte Karosserien baute Vignale auch für Ferrari, insbesondere für den 195. Die Frontpartie des Maserati war hingegen „schwer mit Chromornament beladen“. Die Kühlerverkleidung war klar herausgebildet. Oberhalb der Stoßstange fand sich ein horizontal verlaufender Zierstreifen. Zwischen ihm und der Stoßstange waren auf jeder Seite des Kühlergrills vier vertikale Streben angebracht, die an Zähne erinnerten. Das Auto war in seiner ursprünglichen Form zweifarbig lackiert. Die untere Wagenhälfte war in einem dunklen Blau gehalten, während der obere Teil des Aufbaus gelb lackiert war. Vignales Coupé wurde auf dem Pariser Autosalon 1951 vorgestellt. Nach der Ausstellung übernahm der Franzose Marcel Schwob d’Hérincourt das Auto, der es zusammen mit Frédéric Albertini in der Folgezeit vereinzelt bei Motorsportveranstaltungen wie der Tour de France für Automobile 1952 einsetzte. Später stand das Auto in den USA, bevor es in den 1990er-Jahren von einem italienischen Sammler übernommen und restauriert wurde.

## Fahrleistungen
Die Fahrleistungen waren abhängig vom jeweiligen Aufbau. Für die Frua-Spyder wird eine Höchstgeschwindigkeit von 160 km/h angegeben. Ein zeitgenössischer Fahrbericht über das Vignale-Coupé sprach von einer Höchstgeschwindigkeit von 190 km/h.

## Produktion
Von 1950 bis 1953 entstanden lediglich 16 Exemplare des A6G. Sie verteilten sich auf die Fahrgestellnummern 2013 bis 2031.
Der geringe Produktionsumfang erklärt sich einerseits aus schweren Arbeitskämpfen zu Beginn der 1950er-Jahre, in deren Folge Maserati-Eigner Adolfo Orsi mehrere hundert Angestellte entließ und so einen zeitweisen Stillstand der Produktionsanlagen verursachte. Andererseits sprachen die nach wie vor schwachen Fahrleistungen gegen den A6G. Die wohlhabende Klientel, die den hohen Kaufpreis für einen A6G aufbringen konnte, erwartete von ihm eine Sportlichkeit, die dem Ruf der erfolgreichen Maserati-Rennwagen entsprachen. Diesen Erwartungen wurde der A6G nicht gerecht. Die zeitgenössischen Wagen von Ferrari waren deutlich stärker und schneller. Der Ferrari 195 Inter von 1950 leistete etwa 135 PS (99 kW), spätere Exportversionen des 212 kamen auf bis zu 170 PS (125 kW). Zudem wirkten einige der A6G-Aufbauten schwerfällig und erregten kein Aufsehen.